# Jānis Ezeriņš
Jānis Ezeriņš, latvijski general, * 1894, † 1944.